# Минусинская котловина
Минуси́нская котлови́на (Хакасско-Минусинская) — южная часть Минусинской впадины, расположенной между горными системами Южной Сибири: Кузнецким Алатау на севере, Восточным и Западным Саянами на юге. Высота над уровнем моря составляет 200—700 м. Распаханная степь, месторождение угля.

Появление котловины относится к девону (410—360 млн лет назад), четвёртому из шести периодов, на которые принято разделять палеозой. Именно тогда здесь началось устойчивое длительное погружение поверхности. Тогда же произошло дробление складчатого скального фундамента на отдельные блоки, что привело к разъединению отдельных участков котловины, в целом сохранившемся до настоящего времени. Сейчас она разделяется второстепенными хребтами на четыре самостоятельные впадины, с севера на юг:
- Назаровская котловина (за пределами Хакасии)
- Чулымо-Енисейская или Северо-Минусинская — между Солгонским и Батеневским кряжами
- Сыдо-Ербинская или Средне-Минусинская — между Батенёвским кряжем и отрогами Восточного Саяна
- Собственно Минусинская котловина или Южно-Минусинская — до северного склона Западного Саяна.

Образование прогиба сопровождалось активной вулканической деятельностью. В мелководных лагунах и озёрах, за счёт продуктов разрушения горных пород, которые сносило сюда с окружающих склонов, накапливались мощные толщи красных отложений. Формировался современный рельеф впадин. Сейчас он имеет холмисто-равнинный характер. Над окружающим пространством возвышаются невысокие горы, сложенные из слоистого девонского песчаника красного или красно-коричневого цвета, — очень характерная особенность хакасских пейзажей.
Реки: Енисей, Абакан.
Города: Абакан, Минусинск, Назарово, Черногорск, Саяногорск, Сорск, Абаза.

## Климат
До революции Минусинскую котловину зачастую называли «Сибирская Италия». В 1829 году декабрист С. Г. Краснокутский, проживающий в ссылке в Минусинске, первым начал выращивать вишню. Это стало началом сибирского садоводства. Климат Минусинска позволяет выращивать и другие фруктовые и ягодные культуры. Средняя температура января −18 °C, июля до +21,1 °C; вегетационный период около 160 дней; осадков в центральной части котловины около 300 мм в год.
Расположена на юге Восточной Сибири. Это межгорный прогиб. С востока он ограничен Восточным Саяном, с запада — Кузнецким Алатау, а с юга — Западным Саяном. На севере котловина закрыта хребтом Арга, на востоке находится хребет Кортуз.
Рельеф в котловине неровный, с сопками, холмами и низкогорьями. Большая часть котловины имеет толстый слой лёсса. На лёссах формируются плодородные почвы — чернозёмы.
Природная зона в Минусинской котловине — степь и лесостепь. В котловину очень мало попадает влаги с океана, есть преграда влажному воздуху — хребты, к тому же расположена Минусинская котловина в центре материка, далеко от океанов. Зимой в котловинах Сибири наблюдается «перевёрнутая температура» — инверсия, то есть повышение температуры с высотой. В условиях антициклональной погоды холодный воздух, стекая в котловину, застаивается, выхолаживается, и температура достигает −40…−50 °C.
Снега в Минусинской котловине выпадает мало. Сельские жители проводят снегозадержание и снегонакопление, чтобы весной в почве была влага. Лето в котловине очень тёплое и даже жаркое и сухое.

### Влияние создания Красноярского водохранилища на климат
Строительство на Енисее Красноярской ГЭС привело к созданию Красноярского водохранилища, протянувшегося на 400 км от Красноярска до Абакана. В годы после его создания 9 метеостанций целенаправленно изучали эффект от его создания на климат региона. Главным выводом стало то, что создание водохранилища существенно смягчило континентальность климата в пределах 3-километровой зоны от уреза воды, что особенно заметно зимой. Общий ход температур приобрёл более плавный характер. В летние месяцы здесь стал более выражен процесс внутрисуточного равновесия, при котором ночная отдача тепла компенсируется дневным охлаждением.